# جردن کلارک (بازیکن فوتبال)
جردن کلارک (انگلیسی: Jordan Clarke؛ زادهٔ ۱۹ نوامبر ۱۹۹۱) بازیکن فوتبال اهل بریتانیا است.
از باشگاه‌هایی که در آن بازی کرده‌است می‌توان به باشگاه فوتبال یئوویل تاون، باشگاه فوتبال اسکانتورپ یونایتد، و باشگاه فوتبال کاونتری سیتی اشاره کرد.
وی همچنین در تیم‌های ملی فوتبال زیر ۱۹ سال انگلستان و زیر ۲۰ سال انگلستان بازی کرده‌است.